# 요제프 벨첸바셔
요제프 벨첸바셔(영어: Joseph Welzenbacher)는 독일의 사이클 선수다. 그는 아테네에서 열린 1896년 하계 올림픽에 참가했다.
벨첸바셔는 100km 경기와 12시간 경기에 참가했으며 두 경기에서 모두 완주하지 못했다.